# Idioma italiano en Chile
El idioma italiano en Chile es una lengua extranjera romance cuya presencia, aunque no es ampliamente difundida en términos de número de hablantes, en comparación a otras lenguas indoeuropeas como el inglés, el francés y el alemán, mantiene un interés constante por parte de un grupo determinado de personas, motivadas principalmente por razones académicas, culturales, económicas y personales.

## Enseñanza del idioma

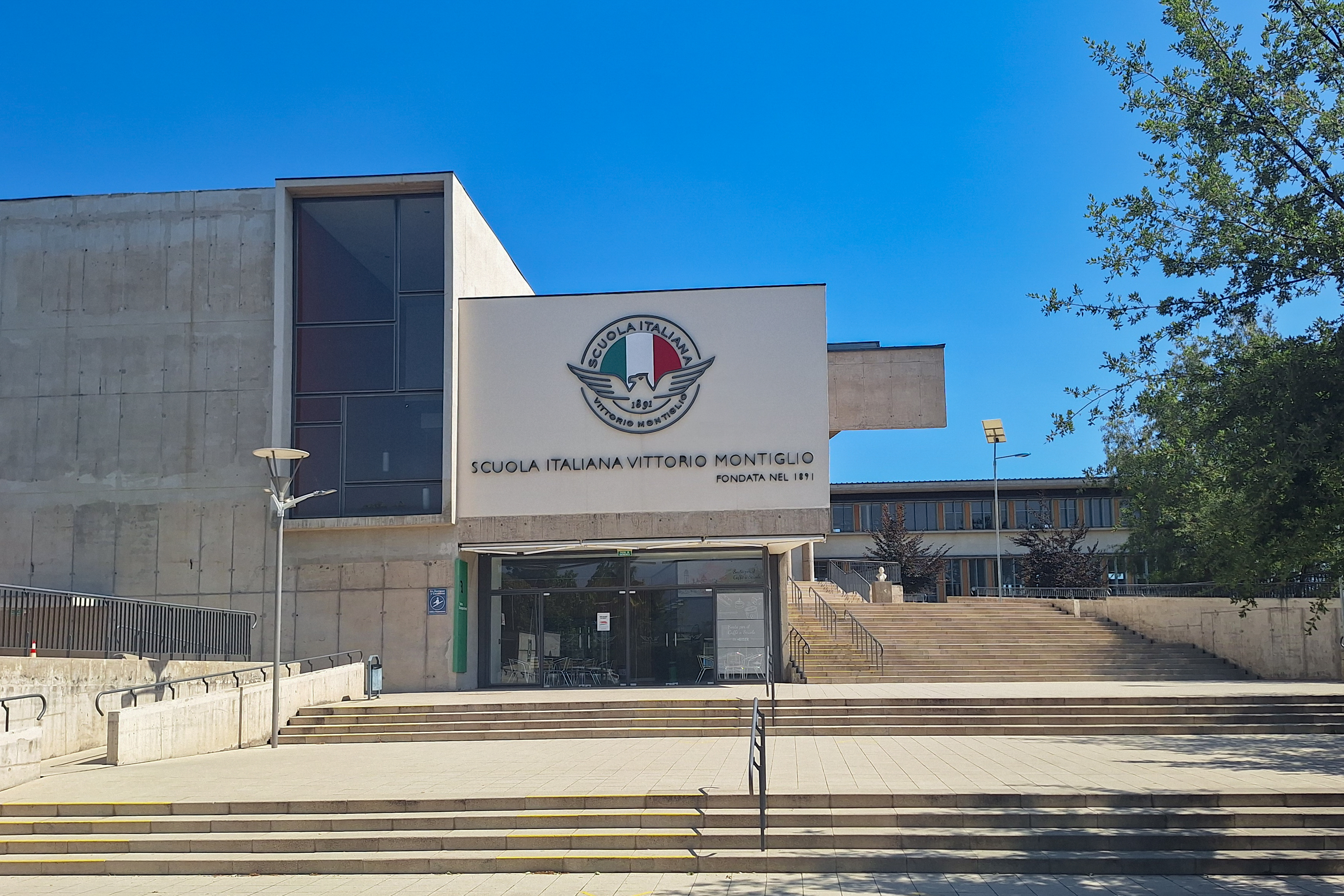
La Scuola Italiana Vittorio Montiglio de Santiago imparte el idioma italiano a sus alumnos

Dentro del sistema educativo chileno hay una oferta reducida, pero en todos los niveles, para poder aprender este idioma. En los niveles de enseñanza primaria y secundaria, las escuelas y colegios fundados por inmigrantes italianos, imparten el idioma italiano como un idioma optativo u obligatorio, dependiendo cada institución. Entre ellas destacan la Scuola Italiana Vittorio Montiglio de Las Condes, en Santiago; la Scuola Italiana Arturo Dell’Oro de Valparaíso y Viña del Mar, la Scuola Italiana Alcide De Gasperi de Concepción y la Scuola Italiana Giusseppe Verdi de La Serena. En 2017, el Liceo República de Italia Arturo Bonometti de Chillán, se convirtió en el primer establecimiento secundario público en impartir la lengua italiana como obligatoria dentro de su currículo.
En la educación superior, diferentes universidades, tanto públicas como privadas, ofrecen cursos de italiano como optativos a diferentes carreras, especialmente a las vinculadas a las humanidades, las letras y la música.  Entre ellas destacan la Pontificia Universidad Católica de Chile, la Universidad de Chile, la Universidad de Concepción y la Universidad de Santiago de Chile.  
Por otra parte, existen instituciones de difusión de la cultura italiana que ofrecen cursos para aprender el italiano en distintos niveles, principalmente basados en el Marco Común Europeo de Referencia para las lenguas. Entre ellas se cuenta el Instituto Italiano de Cultura (IIC), con sede en Providencia, Santiago, la cual se encuentra acreditada para otorgar el certificado del Progetto Lingua Italiana Dante Alighieri (PLIDA). El Instituto Chileno Suizo también imparte cursos de italiano.

## Medios de comunicación
Presenza es un periódico de circulación quincenal en lengua italiana editado en Santiago de Chile. Fue fundado en noviembre de 1969 por el sacerdote católico Edoardo De Gaudenzi.

## Servicios religiosos
La Iglesia de Nuestra Señora de Pompeya, una parroquia de culto católico, ofrece misas en italiano los domingos. Asimismo, en esta iglesia se celebra anualmente en junio, la Misa por la Fiesta de la República Italiana.

## Uso de italianismos
Algunos italianismos han sido incorporados al habla cotidiana del español chileno, en particular debido a la cercanía con Argentina, país que presenta una significativa presencia de inmigrantes italianos y sus descendientes. Como resultado sociolingüístico del contacto sostenido entre ciudadanos de ambos países, varias palabras de origen italiano, y especialmente del lunfardo, han sido adoptadas del español rioplatense, tanto en segmentos etarios y socioeconómicos, como también en toda la población chilena. Ejemplos de ello son términos como "bacán", "facha" (del italiano faccia) y "mina" (en el sentido de mujer), los cuales se utilizan en ambos países con un significado similar.